# Țărțăl
Țărțăl – wieś w Rumunii, w okręgu Dolj, w gminie Teslui. W 2011 roku liczyła 237 mieszkańców.